# Sve o mojoj majci
Sve o mojoj majci (špa. Todo sobre mi madre) je španjolsko-francuska drama redatelja i scenarista Pedra Almodovara iz 1999. godine. Film se bavi složenim temama kao što su AIDS, transseksualnost, vjera i egzistencijalizam.
Radnja je dijelom preuzeta iz prethodnog Almodovarog filma Cvijet moje tajne gdje se studenti medicine obučavaju u uvjeravanju ožalošćene rodbine za pristanak na transplantaciju organa preminulog, s naglaskom na majci tinejdžera koji je poginuo u prometnoj nesreći.

## Radnja
Manuela (Cecilia Roth) je majka koja je potpuno posvećena svom sinu Estebanu (Eloy Azorin). Ona radi kao medicinska sestra u bolnici u Madridu. Estebanov otac je transseksualac i zove se Lola. Manuela ne želi Estebanu otkriti pravi identitet njegova oca. Esteban je napisao scenarij pod nazivom "Sve o mojoj majci". Na dan njegova sedamnaestog rođendana, Esteban i njegova majka odlaze vidjeti predstavu u kazalištu, a nakon završetka, Esteban ide tražiti autogram od glumice Hume Rojo i gine u prometnoj nesreći.

## Glumci
- Cecilia Roth kao Manuela
- Marisa Paredes kao Huma Rojo
- Antonia San Juan kao Agrado
- Penélope Cruz kao Rosa
- Candela Peña kao Nina
- Rosa María Sardà kao Rosina majka
- Fernando Fernán Gómez kao Rosin otac
- Eloy Azorin kao Esteban
- Toni Cantó kao Lola
- Sapic kao Sapic

## Reakcije

### Zarada
Film je zaradio 9.962.047 € u Španjolskoj (12.595.016 dolara), 8.272.296 dolara u SAD-u i 59,6 milijuna dolara na drugim tržištima. Ukupna zarada iznosi 67.872.296 dolara.

### Kritike
Bob Graham iz San Francisco Chroniclea je napisao: "Nitko drugi ne radi filmove poput ovog španjolskog redatelja. Drugim riječima, likovi mogu biti kandidati za ispovijed i tučnjavu na Jerry Springer showu, ali ovdje su iznimno simpatični. Niti jedno od zbivanja u filmu nije predstavljeno kao prljavo ili sramotno. Prezentacija je sjajna, svjetlucava i zavodljiva poput stranica modnog časopisa ... ton filma Sve o mojoj majci emotivno je izravan i otvoren kao u sapunicama, ali je potpuno iskren.
Janet Maslin iz New York Timesa nazvala ga je " Almodovarovim najboljim filmom do sada" ističući da "podsjeća na ženstvene melodrame s empatijom Georgea Cukora i melodramatskim intenzitetom Douglasa Sirka". Dodala je "ovo je presudni trenutak u karijeri rođenog pripovjedača u stalnom usponu. Pazi se Hollywoode, Pedro dolazi."
Roger Ebert iz Chicago Sun-Timesa je primijetio: "Ne znate kako se postaviti dok gledate ovaj film. Treba li ga shvatiti ozbiljno, kao što to čine likovi, ili gledati žarke boje, sjajnu dekoraciju i veselu posvetu Tennesseeju Williamsu i filmu Sve o Evi... ili ga promatrati kao parodiju? U Almodovarim ranijim filmovima ponekad se činilo da manipulira likovima u svrhu vježbe. Ovdje je radnja izvrnuta naopačke zbog snažne potrebe za korištenjem slučajnosti, iznenađenja i melodrame. Međutim, likovi su stvarni i imaju težinu, kao da im se Almodovar smilovao jer je konačno uvidio da, iako njihove patnje izgledaju smiješno, oni su dovoljno stvarni da mogu biti povrijeđeni."
Jonathan Holland iz časopisa Variety naziva film "emocionalno zadovoljavajućim i briljantno izvedenim" i komentira, "emocionalni ton je uglavnom mračan i konfrontirajući ... ali zahvaljujući dobrom tempiranju i duhovitom scenariju, slika ne postaje depresivna jer se fokusira na likovima stoičke otpornosti i izraženog smisla za humor."

### Nagrade i nominacije
Oscar
- najbolji strani film (dobitnik)

 BAFTA
- najbolji film na stranom jeziku (dobitnik)
- najbolji redatelj (Pedro Almodóvar, dobitnik)
- najbolji izvorni scenarij (Pedro Almodóvar, nominiran)

 Zlatni globus
- najbolji film na stranom jeziku (dobitnik)

 nagrada Goya
- najbolja glumica (Cecilia Roth, dobitnica)
- najbolja fotografija (nominiran)
- najbolja kostimografija (nominiran)
- najbolji redatelj (Pedro Almodóvar, dobitnik)
- najbolja montaža (dobitnik)
- najbolji film (dobitnik)
- najbolja šminka i frizura (nominiran)
- najbolja originalna glazba (Alberto Iglesias, dobitnik)
- najbolja produkcija (nominiran)
- najbolji zvuk (dobitnik)
- najbolja sporedna glumica (Candela Peña, nominirana)
- najbolji originalni scenarij (Pedro Almodóvar, nominiran)

nagrada César
- najbolji strani film (dobitnik)

Filmski festival u Cannesu
- Zlatna palma (nominiran)
- najbolji redatelj (Pedro Almodóvar, dobitnik)[6]

## Vanjske poveznice
- Službena stranica  Arhivirana inačica izvorne stranice od 16. listopada 2008. (Wayback Machine)
- Sve o mojoj majci u internetskoj bazi filmova IMDb-a
- Sve o mojoj majci  Arhivirana inačica izvorne stranice od 18. travnja 2012. (Wayback Machine) na Filmski.net
- Sve o mojoj majci na Filmski leksikon